# Colla (Bordj Bou Arreridj)
Colla (în arabă قلة) este o comună din provincia Bordj-Bou-Arreridj, Algeria.
Populația comunei este de 6.123 de locuitori (2008).